# Michael J. Seaton
Michael John Seaton (* 16. Januar 1923 in Bristol; † 29. Mai 2007) war ein englischer Mathematiker, Physiker und Astronom.
Seaton wurde 1951 an der University of London promoviert. Er war ab 1963 Professor für Physik am University College London. 1967 wurde er zum Mitglied (Fellow) der Royal Society gewählt. Er war von 1979 bis 1981 Präsident der Royal Astronomical Society und wurde 1981 mit der Goldmedaille ausgezeichnet. Außerdem erhielt er 1984 die Guthrie Medal and Prize des Institute of Physics und 1992 die Hughes-Medaille der Royal Society. 1986 wurde er in die National Academy of Sciences gewählt.
Eines seiner Hauptarbeitsgebiete war die Quantendefekttheorie, insbesondere die Betrachtung der Vielkanal-Quantendefekttheorie (multi-channel quantum defect theory oder MQDT).

## Veröffentlichungen (Auszug)
- Quantal calculations of certain reaction rates with applications to astrophysical and geophysical problems, Thesis(PhD)--University of London (University College), 1951–52
- Planetary nebulae, London: Physical Society, 1960
- Papers from the Symposium on Collision Phenomena in Astrophysics, Geophysics, and Masers, Washington, D.C.: Government Print-Off, 1961
- The opacity project, Bristol : Institute of Physics, 1995